# 정현복
정현복(鄭鉉福, 1950년 1월 26일~2023년 5월 4일)은 대한민국의 정치인이다. 제7·8대 전라남도 광양시장이다.

## 학력
- 1955~1960 성황국민학교 졸업
- 1962~1965 조선대학교 부속중학교 졸업
- 1965~1968 조선대학교 부속고등학교 재학
- 2003 영등포고등학교 부설 방송통신고등학교 졸업
- 2003~2006 광주대학교 행정학 학사
- 2007~2009 한려대학교 대학원 사회복지학 석사과정 수료

## 경력
- 1969.10~1988.02 광양군청
- 1988.02~1990.09 전라남도청
- 1990.09~1995.06 나주시청
- 1995.06~2002.01 전라남도청
- 2002.01~2003.01 여수EXPO 유치위원회
- 2004.02~2006.01 전라남도 신안군 부군수
- 2006.02~2006.12 지방혁신인력개발원 고위정책과정 수료
- 2007.01~2009.06 전라남도 광양시 부시장
- 2014.07~2022.06 제45~46대 민선 6·7기 전라남도 광양시장(재선, 무소속)

## 역대 선거 결과
|  | 36.53% |

|  | 54.15% |